# Lychnagalma
Lychnagalma is een geslacht van neteldieren uit de familie van de Agalmatidae.

## Soort
- Lychnagalma utricularia (Claus, 1879)